# Kako (Prinzessin)

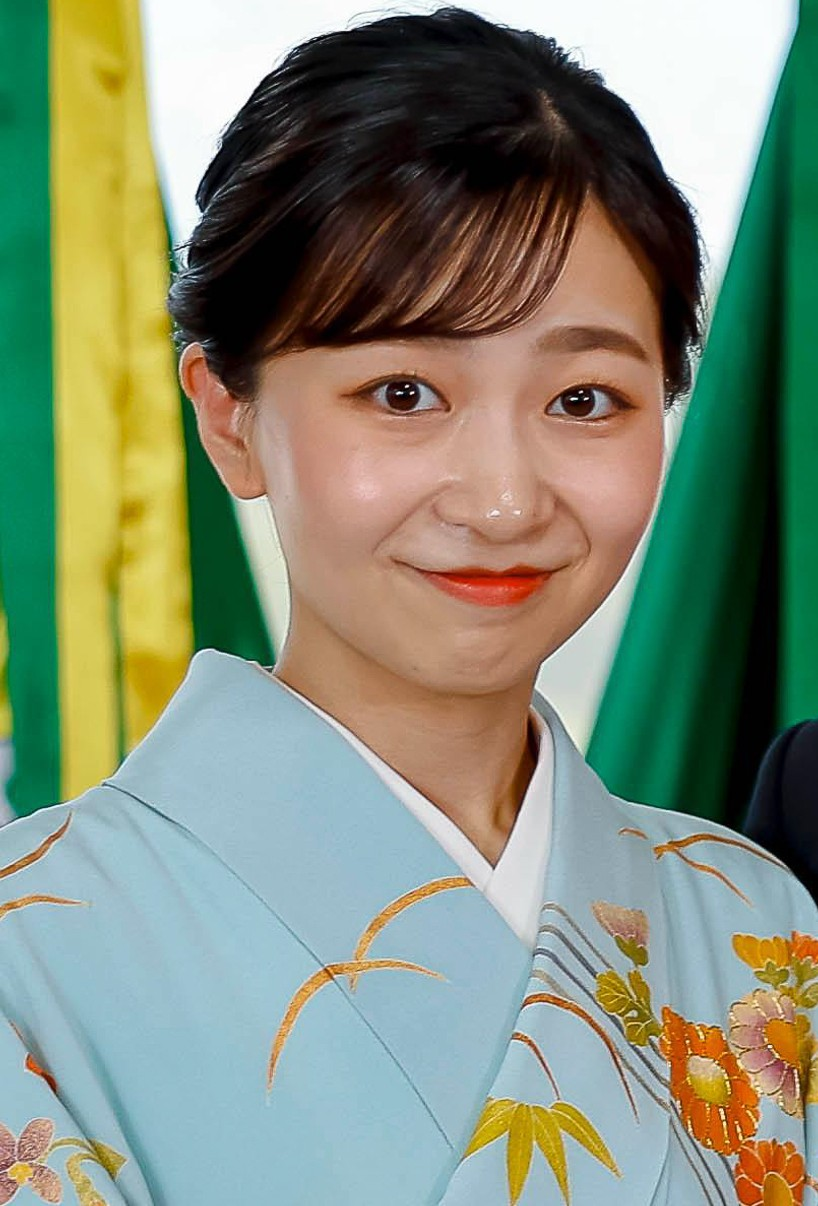
Prinzessin Kako (2025)

Prinzessin Kako von Akishino (jap. 佳子内親王 Kako-naishinnō; * 29. Dezember 1994 in Tokio) ist eine japanische Prinzessin des Kaiserhauses und die zweite Tochter des Kronprinzen Akishino und dessen Frau Kiko. Prinzessin Kako ist die Nichte des Kaisers Naruhito und der Kaiserin Masako und die Schwester von Mako sowie des an zweiter Stelle der Thronfolge geführten Prinzen Hisahito.

## Leben
Prinzessin Kako besuchte von 2001 bis 2007 die Gakushūin-Privatschule (jap. 学習院初等科 Gakushūin Shotōka) der Gakushūin-Universität, welche ursprünglich zur Erziehung des japanischen Adels gegründet worden war, und anschließend weiterführende Gakushūin-Schulen (von 2007 bis 2010 die Gakushūin-Mädchen-Mittelschule (学習院女子中等科 Gakushūin Joshi-chūtōka) und von 2010 bis 2013 die Gakushūin-Mädchen-Oberschule (学習院女子高等科 Gakushūin Joshi-kōtōka)). Im April 2005 belegte sie bei einem Eiskunstlaufwettkampf in der Kategorie „Grundschülerinnen der 4. Klasse und höher“ unter acht Kandidatinnen den ersten Platz; ebenso schnitt sie 2007 in der Kategorie „Grundschülerinnen der 6. Klasse und höher“ ab.
Ab 2013 studierte sie an der literaturwissenschaftlichen Fakultät der Gakushūin-Universität Pädagogik und wechselte 2014 zur International Christian University (国際基督教大学 Kokusai Kirisuto-kyō Daigaku) und dort 2015 in deren geisteswissenschaftlichen Fakultät. Sie machte dort ihren Abschluss im März 2019.
Im Juli 2015 nahm sie ihren ersten offiziellen Auftritt als Mitglied des Kaiserhauses wahr.
Von September 2017 bis Juli 2018 absolvierte sie wie ihre ältere Schwester Mako ein Auslandssemester in England. Kako belegte an der University of Leeds die Fächer Psychologie und Darstellende Kunst.